# ŽVK CSKA Moskou
ŽVK CSKA Moskou (Russisch: Центральный Спортивный Клуб Армии Москва) was de volleybaltak van de omnisportvereniging CSKA Moskou uit Rusland. CSKA was een van de topclubs in Rusland en kwam uit in de Russische Super League. Daarnaast traden ze ook vaak op in de CEV Volleybal Champions League. In 2008 werd de club opgeheven.

## Prijzen
- Russische Volleybal Super League
  - Tweede: 1994--1997, 2007
  - Derde: 1992, 1993, 1998, 2000
- Russische Beker
  - Winnaar: 1998, 2001, 2005
- Soviet Landskampioenschap
  - Winnaar : 1965, 1966, 1968, 1969, 1974, 1985
  - Tweede: 1938, 1962, 1972, 1973, 1977, 1979, 1982, 1987
  - Derde: 1958, 1975, 1980, 1988
- USSR Cup
  - Winnaar : 1972, 1984
- CEV Top Teams Cup Women
  - Winnaar : 1973, 1974, 1988, 1998
  - Tweede: 1975, 2007
- CEV Champions League Women
  - Winnaar : 1966, 1967, 1986
  - Tweede: 1968, 1969